# Saša Čađo
Saša Čađo (en alphabet cyrillique serbe : Саша Чађо; en alphabet latin serbe : Saša Čađo), née le 13 juillet 1989 à Sarajevo (Yougoslavie, actuelle Bosnie-Herzégovine), est une joueuse de basket-ball serbe.
Elle remporte le Championnat d'Europe 2015 et la médaille de bronze aux Jeux olympiques d'été de 2016.
En septembre 2020, elle rejoint le club de Nantes Rezé Basket pour pallier l'indisponibilité d'Ify Ibekwe, puis au terme de cette pige (11,3 points à 37% de réussite à 3-points, 3,3 rebonds et 2,1 passes décisives pour 9,1 d'évaluation en 29 minutes sur 7 matches), elle rejoint les Flammes Carolo qui doivent face au départ de Kim Mestdagh.

## Palmarès

### Équipe nationale
- Médaille d'or au Championnat d'Europe 2015
- Médaille de bronze aux Jeux olympiques de 2016
- Médaille de bronze au Championnat d'Europe 2019
- Médaille d'or au Championnat d'Europe 2021